# Domien Verschuuren
Domien Matthijs Emile Vincent Verschuuren (Tilburg, 27 januari 1988) is een Nederlands radio-dj. Hij verwierf bekendheid bij 3FM waar hij diverse programma's presenteerde. Sinds 2018 werkt hij bij Qmusic, waar hij de dagelijkse middagshow en de Nederlandse Top 40 presenteert.

## Biografie

### Jeugd
Verschuuren speelde in zijn jeugd al radio-dj op zijn kamer voor zijn familie en zat in zijn basisschooltijd in de kinderredactie van de Lokale Omroep Goirle, waar wekelijks een aantal redactieleden het programma Hatjewat maakten tussen 12:00 en 13:00 uur. Van 2002 t/m 2005 deed Verschuuren presentatie-ervaring op bij diverse internetradiozenders, zoals Now FM, WebJam Radio, Sundance Radio, HotShot Radio en ActionRadio.nl. Vanaf de zomer van 2004 t/m januari 2006 presenteerde hij een wekelijks avondprogramma en later een zaterdagmiddagprogramma bij Radio E-FM, de lokale omroep van Eindhoven. Vanaf begin 2006 was hij iets meer dan een jaar te horen bij KX Radio met het programma Door en Door Domien, een naam die hij eerder had gebruikt tijdens zijn tijd op Radio E-FM. Verschuuren maakte in 2005 tot begin 2006 in totaal 50 wekelijkse afleveringen van de podcast Koelcast, die succesvol werd.

### 3FM
Eind april 2006 kreeg Verschuuren een nachtprogramma (Domien) op de landelijke publieke radiozender 3FM in de uitzendtijd van de NPS. Tevens verzorgde hij vanaf september 2006 de productie voor het wekelijkse programma Ekstra Weekend.
In 2008 kreeg Domien zijn eigen programma's op de zaterdagavond en donderdagnacht, Weekend DNA en Nacht DNA, samen met Annemieke Schollaardt.
Vanaf 29 september 2008 presenteerde Verschuuren elke doordeweekse nacht van 04:00 tot 06:00 het programma Domien is wakker. Inmiddels was het programma Nacht DNA gestopt. Verschuuren: “Ik ben onbeschrijfelijk blij met deze kans. Ik heb me in de 3FM dj-opleiding kunnen ontwikkelen als radio-dj, maar nu krijg ik de kans om heel veel vlieguren te maken. Elke dag een programma maken is toch de droom van elke dj.”
Vanaf februari 2009 tot half augustus 2010 presenteerde Verschuuren een nieuw radioprogramma op 3FM. Het programma heette ook Domien is wakker maar was te horen op zaterdag en zondagochtend tussen 07:00 en 10:00 uur. Vanwege zijn ochtendprogramma was hij vanaf 7 maart dat jaar met het programma Weekend DNA gestopt, wat vanaf 7 maart door Annemieke Schollaardt solo gepresenteerd zou gaan worden.
Van 6 september 2010 tot en met december 2013 presenteerde Verschuuren van maandag tot en met vrijdag van 10:00 uur tot 12:00 uur het programma @Work, dat daarmee Arbeidsvitaminen opvolgde dat tot dan toe door Gerard Ekdom gepresenteerd werd.
Sindsdien was Verschuuren weg bij de NPS, (nu de NTR) en maakt hij programma's voor BNNVARA.
Op 6 januari 2014 verhuisde Verschuuren naar de avond van NPO 3FM om van maandag tot en met donderdag het programma Dit is Domien te maken tussen 19:00 en 22:00 uur. Daarmee volgde het MetMichiel op van Michiel Veenstra, die op zijn beurt naar de ochtend verhuisde. Vanaf 1 juni 2015 werd het programma uitgezonden tussen 18:00 en 21:00 uur. De laatste uitzending van Dit is Domien was op 10 november 2016.
Vanaf 14 november 2016 was Verschuuren te horen in de ochtend van NPO 3FM, waar hij het programma Jouw Ochtendshow presenteerde. Hiermee volgde hij Giel Beelen op, die per 11 november 2016 was gestopt met het ochtendprogramma. Op 20 juni 2018 kondigde Verschuuren aan te stoppen bij NPO 3FM en naar Qmusic over te stappen. Op 31 augustus maakte hij zijn laatste uitzending bij NPO 3FM.

### Qmusic
Verschuuren is sinds 1 oktober 2018 te horen op de commerciële zender Qmusic. In eerste instantie elke maandag t/m vrijdag van 16:00 tot 19:00 uur. Sinds 4 januari 2019 presenteert Verschuuren op vrijdag de Nederlandse Top 40 tussen 14:00 en 18:00 uur op Qmusic. De Q-middagshow wordt geproduceerd door Ruben van der Laan. Vaste nieuwslezer was tot begin 2023 Anton Griep en daarna Nathalie van Suijlekom. Griep werd vanaf dat moment sidekick. Sinds september 2024 wordt het nieuws gelezen door Eefje Kühne.
Sinds 2019 doet Verschuuren mee aan de actie "Q-escape room", waarbij dj's een muzikale code moeten kraken om uit de Q-escape room te kunnen ontsnappen.
Op 25 januari 2024 werd de 1000ste uitzending van de Q-middagshow gemaakt.
In mei 2024 vond de actie "Wanted Domien" plaats. Domien moest gedurende 100 uur uit handen proberen te blijven van zijn collega Bram Krikke. Domien werd op 16 mei na 73 uur, 51 minuten en 39 seconden gepakt door Bram.

### 3FM Serious Request
In 2014 maakte Verschuuren zijn debuut in het Glazen Huis voor 3FM Serious Request. Ook in 2015 zette hij zich samen met Giel Beelen en Paul Rabbering in voor 3FM Serious Request. In 2016 nam Verschuuren ook plaats in het Glazen Huis, dat op de Grote Markt in Breda stond. Samen met Frank van der Lende probeerde hij zoveel mogelijk geld op te halen voor kinderen met longontsteking in Afrika. Het eindbedrag bedraagt 8,7 miljoen. Ruim 2,5 miljoen werd opgehaald met de Lak-aan actie van de terminaal zieke, 6-jarige Tijn. In 2017 nam Verschuuren wederom plaats in het Glazen Huis, dit keer met Angelique Houtveen en Sander Hoogendoorn. Samen probeerden zij zoveel mogelijk geld op te halen om "verscheurde gezinnen" weer bijeen te brengen.

## Trivia
- In 2007 won Verschuuren de Marconi Award voor beste aanstormend talent.
- Verschuuren is de voice over in de Behind The Scenes youtube-serie van de documentaire serie over het maken van "Baron 1898", een nieuwe Efteling-attractie. Daarnaast is hij ook de stem achter het tv-programma Spuiten en Slikken.
- Verschuuren begon op 13 november 2015 met het maken van vlogs op YouTube. Onder de naam Dit was Domien, dat afgeleid is van zijn eerdere radioprogramma Dit is Domien.
- Deed in de zomer van 2017 mee aan het programma De Slimste Mens. Daar wist hij 4 afleveringen te overleven waarvan een als dagwinnaar.
- Presenteert samen met Bas Louissen en Chris Bergström de podcast "Man man man de podcast" en wonnen daarmee verschillende podcastawards.
- Verschuuren is met Bas Louissen en Chris Bergström mede-eigenaar van café Achter de Koekoek in Utrecht.
- In mei 2021 was Verschuuren als drag The Mean Queen te zien in het televisieprogramma Make Up Your Mind.
- In 2021 was Verschuuren de voice-over van het 21e seizoen van Expeditie Robinson.
- In 2024 deed Verschuuren mee aan het televisieprogramma Beat the Champions VIPS.
- In 2024 sprak hij voor de Efteling een nieuwe omroep in voor Aquanura met een zachte G die na een grondige opknapbeurt van de attractie  Aquanura in september en oktober van 7 november t/m 11 december tijdelijk werd vertoond in de Vonderplas in afwachting van de nieuwe show "Efteling Symphonica" die op 11 december in première ging.
- In 2025 was Verschuuren te gast in het televisieprogramma Dit was het nieuws.

## Persoonlijk
- Op 27 maart 2025 kondigde Verschuuren in zijn show op Qmusic aan dat hij in de zomer vader zou worden. In juli 2025 werd zijn zoon Boris geboren.